# جرامودا
 جرامودا (بالبرتغالية: Gramado) هي بلدية صغيرة ومدينة سياحية، تقع إلى الجنوب الشرقي من كاكسياس دو سول وشرق نوفا بتروبوليس في ريو غراندي دو سول بولاية جنوب البرازيل. معظم السكان من جرامودا هم من أصول ألمانية أو إيطالية. جرامودا هي واحدة من المدن ذات المناظر الخلابة على طول الطريق المعروف باسم رومانتيكا روتا.

## تاريخ
جاء المهاجريين البرتغاليين واستقروا فيها في عام 1875, بعد خمس سنوات وصل أول المهاجرين الالمان وبفترة وجيزة تبعهم المهاجرين الإيطاليين الذين جاءوا من المستوطنات الإيطالية في كاكسياس دو سول.
في عام 1913، تم نقل مقر البلدة إلى نوفا لينها، التي هي في الوقت الحاضر وسط البلدة. تم مد جرامودا بخطوط السكك الحديد في عام 1921, وفي عام 1937 أصبحت جرامودا رسميا قرية.واقرت الدولة الوثيقة رقم 2,522 في 15 ديسمبر 1954 الذي أعلن فيه من أن جرامودا قد أصبحت بلدية.

## المناخ
يظهر الجدول التالي التغييرات المناخية على مدار السنة لجرامودا:
| البيانات المناخية لـجرامودا       | البيانات المناخية لـجرامودا | البيانات المناخية لـجرامودا | البيانات المناخية لـجرامودا | البيانات المناخية لـجرامودا | البيانات المناخية لـجرامودا | البيانات المناخية لـجرامودا | البيانات المناخية لـجرامودا | البيانات المناخية لـجرامودا | البيانات المناخية لـجرامودا | البيانات المناخية لـجرامودا | البيانات المناخية لـجرامودا | البيانات المناخية لـجرامودا | البيانات المناخية لـجرامودا |
| الشهر                             | يناير                       | فبراير                      | مارس                        | أبريل                       | مايو                        | يونيو                       | يوليو                       | أغسطس                       | سبتمبر                      | أكتوبر                      | نوفمبر                      | ديسمبر                      | المعدل السنوي               |
| --------------------------------- | --------------------------- | --------------------------- | --------------------------- | --------------------------- | --------------------------- | --------------------------- | --------------------------- | --------------------------- | --------------------------- | --------------------------- | --------------------------- | --------------------------- | --------------------------- |
| متوسط درجة الحرارة الكبرى °م (°ف) | 25.6 (78.1)                 | 24.8 (76.6)                 | 22.9 (73.2)                 | 19.9 (67.8)                 | 17.6 (63.7)                 | 16.7 (62.1)                 | 16.9 (62.4)                 | 18.1 (64.6)                 | 19.3 (66.7)                 | 21.4 (70.5)                 | 23.4 (74.1)                 | 23.2 (73.8)                 | 20.8 (69.5)                 |
| متوسط درجة الحرارة الصغرى °م (°ف) | 15.8 (60.4)                 | 15.4 (59.7)                 | 13.6 (56.5)                 | 10.9 (51.6)                 | 8.7 (47.7)                  | 7.7 (45.9)                  | 7.5 (45.5)                  | 8.4 (47.1)                  | 9.6 (49.3)                  | 11.4 (52.5)                 | 13.0 (55.4)                 | 13.1 (55.6)                 | 11.3 (52.3)                 |
| معدل هطول الأمطار مم (إنش)        | 168 (6.6)                   | 168 (6.6)                   | 184 (7.2)                   | 152 (6.0)                   | 143 (5.6)                   | 175 (6.9)                   | 163 (6.4)                   | 170 (6.7)                   | 197 (7.8)                   | 177 (7.0)                   | 136 (5.4)                   | 163 (6.4)                   | 1٬996 (78.6)                |
| المصدر: Climate Data              |                             |                             |                             |                             |                             |                             |                             |                             |                             |                             |                             |                             |                             |

## توأمة
لجرامودا اتفاقيات توأمة مع كل من:
- مالدونادو
- آنغرا دو هروئيسمو
- Óbidos, Portugal [الإنجليزية]‏

## أعلام
- الفريدو كوجيما
- راميرو بينيتي
- غيلبرتو دوس سانتوس